# 블라디미르 보이노비치
블라디미르 니콜라예비치 보이노비치(러시아어: Влади́мир Никола́евич Войно́вич, 1932년 9월 26일 ~ 2018년 7월 27일)는 러시아의 작가이자 시인이다.

## 약력

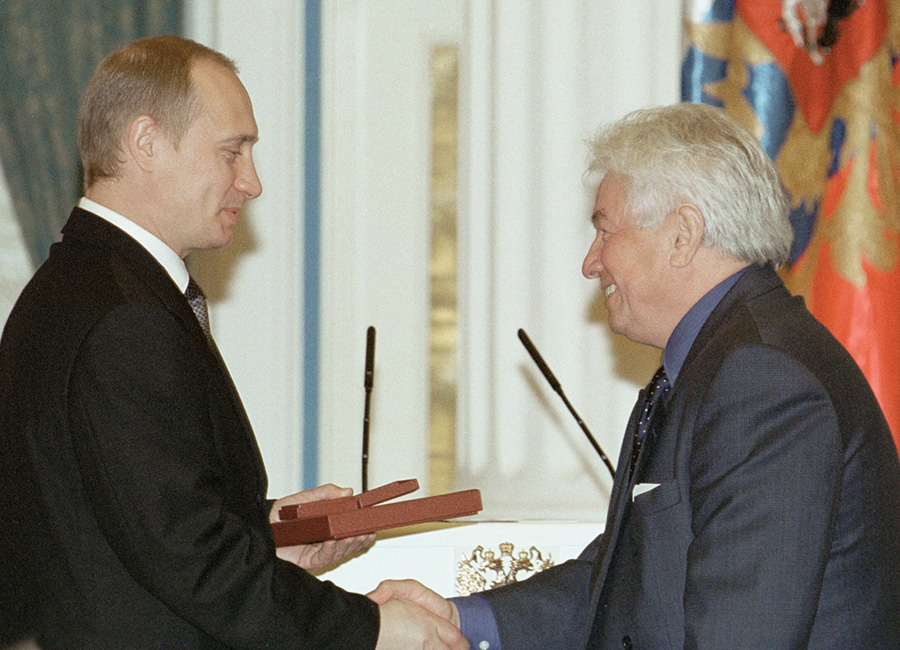
2001

보이노비치는 1932년에 두샨베에서 언론인 가족인 세르비아인 아버지와 유대인어머니 사이에서 태어났다. 1941년에 부모와 함께 자포로지예로 이주했다. 전쟁 이후 수시로 거처를 옮겼으며, 목동, 소목장이, 목수, 철공, 그리고 항공기관사 등의 일을 전전했다. 1950년에 군에 입대했고 복무 기간 동안에 작시(作詩) 기법 체득에 전념했다.
1960년, 라디오 방송 편집자로 취직했다. 이후 곧바로 범소비에트적으로 인기를 누린 우주비행사에 관한 노래 기사를 쓰게 되었다. 같은 해 자신의 중편 소설 «우리는 이곳에 산다»(러시아어: Мы здесь живем 믜 즈제시 쥐뵴[*])를 출간했다. 이는 1961년 잡지 «새로운 세계»(러시아어: Новый мир 노븨 미르[*]에 게재되었으며, 작자로서의 명성을 튼튼히 다지는 계기가 되었다.
1962년부터 소비에트 작가 연맹의 일원이 되었다.
1960년대후반에는 인권운동에 활발한 참여를 했으며, 이는 권력부와 마찰을 일으키게 되었다. 그는 자신의 인권 투쟁과 당시 소련의 현실을 빗댄 풍자적인 작품으로 인해 박해를 받게 되며, 결국 1974년에 소비에트 작가 연맹에서 축출되었다.
1980년에는 소련밖으로 망명해야 할 상황에 놓이게 되었고, 1981년부터는 브레즈네프의 주도하에 소련 시민권을 박탈당했다. 1980년 — 1992년에 서독, 그리고 미국에서 망명생활을 했다. 자유유럽방송에서 활동을 하기도 했다.